# Takemitsu Okushita
Takemitsu Okushita (奥下 剛光) (4 octobre 1975) est un homme politique japonais. Il est membre de la Chambre des représentants (1er mandat), en appartenant au Parti de la Restauration japonaise.

## Biographie
Takemitsu Okushita naît à Ibaraki, dans la préfecture d'Osaka. Il est diplômé du lycée Riseisha et de l'université Senshu.
Après avoir été secrétaire de Kiichi Miyazawa et Ichiro Aizawa, membres de la Chambre des représentants, il se présente comme candidat indépendant  lors des élections de l'Assemblée préfectorale d'Osaka en avril 2007, dans la circonscription de la ville d'Ibaraki, sans succès.
Par la suite, il est secrétaire particulier du gouverneur de la préfecture d'Osaka, Tōru Hashimoto, et, après que Hashimoto a été élu maire d'Osaka, il est secrétaire spécial du maire d'Osaka. Il est également directeur de l'entreprise familiale de matériaux de construction,.
En novembre 2016, il devient chef de la branche de l'Association japonaise pour la restauration pour la septième circonscription de la préfecture d'Osaka.
Lors de la 48e élection générale à la Chambre des représentants en octobre 2017, il est battu par Naomi Tokashiki du Parti libéral-démocrate.
Lors de la 49e élection générale de la Chambre des représentants tenue en octobre 2021, il est élu face à Tokashiki.
Il souhaite améliorer les liaisons aériennes entre Kobe et Saipan.

## Vie privée
- Takemitsu Okushita est marié et a un fils  .
- Son père, Yukiyoshi Okushita, est le président de Shinken Sangyo (ville d'Ibaraki), un distributeur spécial d' Aso Cement. Sa mère, Motoko, a été présidente du comité de soutien de Toru Hashimoto[6]. En mars 2024, Okushita a révélé que l'entreprise familiale avait fait l'objet d'une enquête fiscale. On dit que cela était dû au décès de son père trois ans auparavant[7].
- Son père était lié à Tarō Asō, membre de la Chambre des représentants, car sa famille était un distributeur spécial d'Aso Cement, et grâce aux relations de son père, il a été l'élève de Kiichi Miyazawa depuis ses années d'étudiant.
- Ses passe-temps sont le football, le futsal et le sauna[8].
- Il joue à Winning Eleven depuis 20 ans[8].